# Arrhopalites secundarius
Arrhopalites secundarius är en urinsektsart som beskrevs av Hermann Gisin 1958. Arrhopalites secundarius ingår i släktet Arrhopalites, och familjen Arrhopalitidae. Arten är reproducerande i Sverige.